# Luigi Boccherini

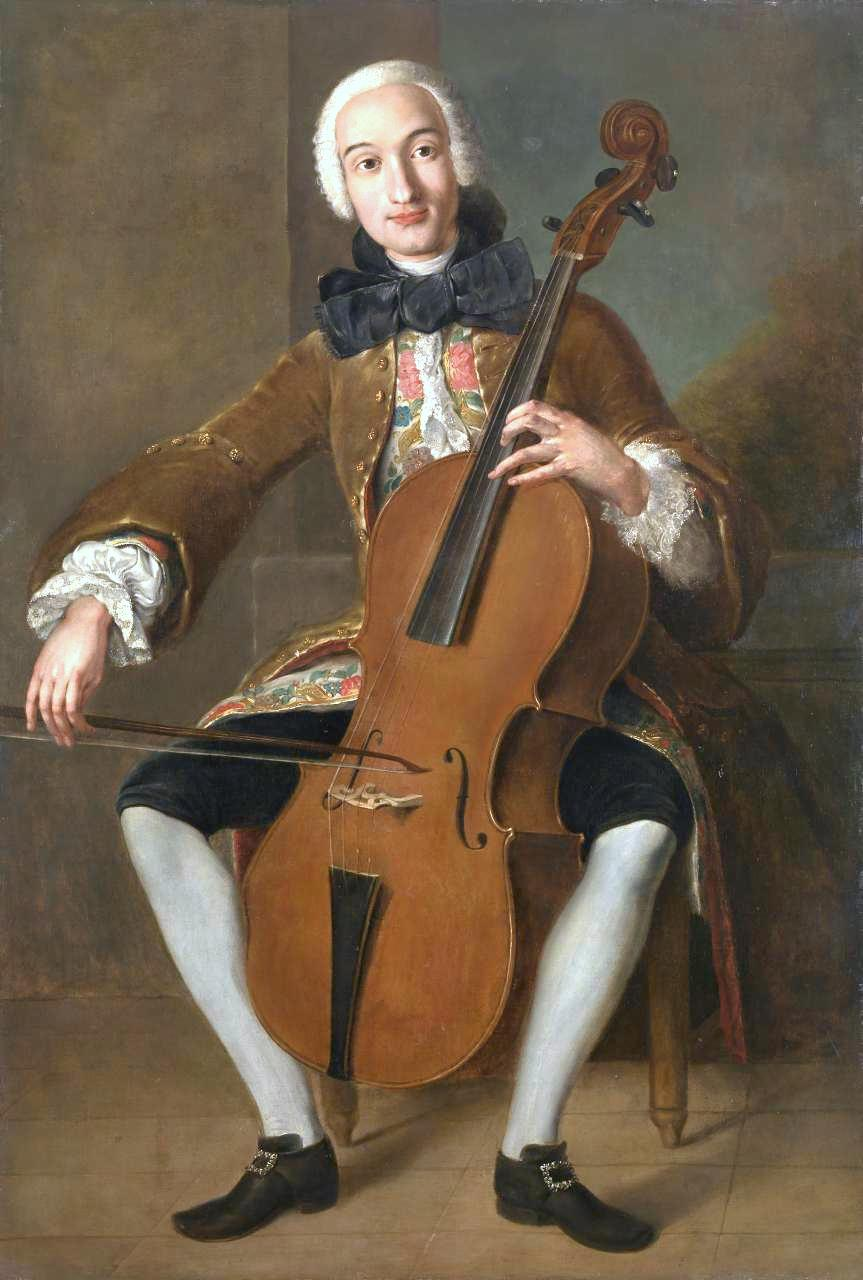
Porträt von Luigi Boccherini, Cello spielend (Pompeo Batoni, ca. 1764–1767)

Luigi Rodolfo Boccherini (* 19. Februar 1743 in Lucca; † 28. Mai 1805 in Madrid) war ein italienischer Komponist und Cellist der vorklassischen und klassischen Epoche. Von 1768 bis zu seinem Tod lebte er in Spanien und war unter anderem von 1770 bis 1785 als Kammerkomponist des Infanten Don Luis und von 1786 bis 1797 aus der Ferne als Kammerkomponist für den preußischen König Friedrich Wilhelm II. tätig. Boccherini ist der bedeutendste italienische Komponist von Instrumentalmusik im letzten Drittel des 18. Jahrhunderts und spielte eine wichtige Rolle bei der Entwicklung verschiedener musikalischer Gattungen, darunter dem Streichquartett und dem Streichquintett. Sein heute bekanntestes Werk ist das für seinen Stil allerdings nur bedingt repräsentative Menuett aus dem Streichquintett Op. 11 Nr. 5, G. 275 (das nach den Opuszahlen des Erstdrucks oft auch als Op. 13 Nr. 5 bezeichnet wird).

## Leben

### 1743–1767: Italien und Wien
Luigi Boccherini wurde in der italienischen Toskana geboren und war das vierte von sechs Kindern von Francesco Leopoldo Boccherini und Maria Santa Prosperi (da der erste Sohn von Francesco Leopoldo früh starb, wird Boccherini oft auch als drittes Kind gezählt). Sein Vater war Kontrabassist und Cellist, und auch seine Geschwister machten als Künstler Karriere: die Schwestern Maria Ester (* 1740) und Anna Matilde (* 1744) als Tänzerinnen in Wien, der Bruder Giovanni Gastone (* 1742) als Tänzer und Librettist (u. a. für Haydns Il ritorno di Tobia) in Wien und die jüngste Schwester Riccarda (* 1747) als Tänzerin und Sopranistin.
Ersten Musikunterricht erhielt Boccherini im Seminario di San Giovanni in Lucca, wo er von 1749 bis 1753 Schüler war. Im Alter von zehn Jahren war er offenbar schon so weit fortgeschritten, dass ihn der Vater für weitere Studien Ende 1753 nach Rom schickte, wo er vermutlich Schüler des bekannten Cellisten und Komponisten Giovanni Battista Costanzi (* 3. September 1704, † 5. März 1778, auch Giovannino da Roma und Giovannino del Violoncello genannt) wurde und möglicherweise bis 1756 blieb.
1756 trat Boccherini in der Kirche S. Domenico in Lucca mit einem Cellokonzert auf. Die nächsten Jahre waren bestimmt von einer regen Reise- und Konzerttätigkeit, oft zusammen mit anderen Familienmitgliedern. Anfang 1758 trat Boccherini erstmals in Wien am Burgtheater auf (unter der Leitung von Christoph Willibald Gluck), und im selben Jahr war er von Ende März bis Oktober als Cellist am Theater am Kärntnertor angestellt. Ein zweiter Aufenthalt in Wien folgte von April 1760 bis März 1761 (wieder am Theater am Kärntnertor). 1760–61 entstanden auch die ersten Kammermusikwerke, die Boccherini später in sein Werkverzeichnis aufnahm: die Streichtrios op. 1, die Streichquartette op. 2 und die Violinduos op. 3. 1761 bewarb er sich um eine feste Anstellung an der „Cappella Palatina“ in Lucca, die allerdings erst 1764 bewilligt wurde. 1761 trat Boccherini auch mehrmals in Luccheser Kirchen mit Cellokonzerten auf. 1763–64 folgte ein dritter und letzter Aufenthalt in Wien, wo er durch Wiederaufführungen wahrscheinlich Glucks zuerst 1761 (in Boccherinis Abwesenheit) aufgeführtes Ballett Don Juan kennenlernte, das er selbst später in seiner Sinfonie op. 12 Nr. 4 imitierte.
1765 begegnete er bei Konzerten in Pavia und Cremona Giovanni Battista Sammartini, was einige veranlasst hat, einen wichtigeren stilistischen Einfluss Sammartinis auf Boccherinis Kammermusik anzunehmen. Im selben Jahr komponierte Boccherini im Auftrag des Staates von Lucca die anlässlich der städtischen Wahlen aufgeführte Kantate La confederazione dei Sabini con Roma. In die erste Jahreshälfte 1766 oder Ende 1766–Anfang 1767 könnte die von Giuseppe Maria Cambini berichtete Formierung eines Streichquartetts mit Pietro Nardini und Filippo Manfredi (Violine), Giuseppe Maria Cambini (Viola) und Luigi Boccherini (Violoncello) gehören, die oft als die erste feste Streichquartettformation der Musikgeschichte bezeichnet wird. Nach dem Tod von Boccherinis Vater Leopoldo am 30. August 1766 wurde Filippo Manfredi der wichtigste Begleiter Boccherinis auf seinen Konzertreisen. Ende 1767 brachen die beiden Freunde von Genua nach Paris auf, zunächst wohl mit dem Plan, nach London weiterzureisen (erhalten ist ein Empfehlungsschreiben an den italienischen, in London tätigen Komponisten Felice Giardini).

### 1767–1768: Paris
Der nur wenige Monate dauernde Aufenthalt in Paris war ein entscheidender Wendepunkt in Boccherinis Karriere, in dessen Folge er sich von einem Cellovirtuosen zu einem der bedeutendsten Instrumentalkomponisten des späten 18. Jahrhunderts wandelte. Noch vor seiner Ankunft waren 1767 in Paris die ersten Instrumentalwerke Boccherinis im Druck erschienen, die Streichquartette op. 2 (bei Venier als op. 1) und die Streichtrios op. 1 (bei Bailleux als op. 2), vielleicht durch Vermittlung des französischen Cellisten und Komponisten Jean-Baptiste Janson. Paris war damals die unbestrittene Hauptstadt des europäischen Notendrucks, und auch die meisten der später in Spanien komponierten Werke Boccherinis wurden zuerst in Paris gedruckt und so in ganz Europa bekannt. Während des etwa von Ende 1767 bis April 1768 dauernden Aufenthalts Boccherinis und Manfredis verkehrten die beiden Virtuosen wahrscheinlich u. a. in den Salons von Baron Charles-Ernest de Bagge und Madame Brillon de Jouy (für die Boccherini während seines Aufenthalts die Sonaten für Klavier und Violinbegleitung op. 5 komponierte), und Boccherini knüpfte hier vermutlich auch weitere Kontakte mit Pariser Musikverlegern. In dieser Zeit erschienen auch Boccherinis 1766 komponierte Streichtrios op. 4 im Druck (bei Venier, zufällig unter derselben Opuszahl, die später auch Boccherini selbst dem Werk zuwies). Ein öffentlicher Auftritt Boccherinis mit einer Cellosonate ist bezeugt für den 20. März 1768. Aus noch nicht völlig geklärten Gründen gab Boccherini seinen ursprünglichen Plan einer Weiterfahrt nach London auf und zog noch im Frühjahr 1768 zusammen mit Manfredi nach Madrid.

### 1768–1805: Spanien
Während Manfredi spätestens 1772 wieder in Lucca war, wo er 1777 starb, blieb Boccherini bis zu seinem Tode 1805 in Spanien. Zunächst schloss sich Boccherini der Compagnia dell’Opera Italiana dei Sitios Reales an, die in Aranjuez und San Ildefonso auftrat. Giacomo Casanova erwähnt in seinen Memoiren „Histoire de ma vie“ eine Ende 1768 in Valencia stattfindende Begegnung mit Boccherini und Clementina Pelliccia, die Boccherini am 17. August 1769 heiratete. In den ersten Jahren nach Boccherinis Ankunft in Spanien entstanden 1769 die dem Prinzen Karl von Asturien, dem späteren König Karl IV., gewidmeten Streichtrios op. 6, die im Juli 1769 am Teatro al Canos del Peral in Madrid aufgeführte Sinfonia Concertante op. 7, die Boccherinis späterem Dienstherrn, dem Infanten Don Luis, gewidmeten Streichquartette op. 8 und 1770 die Streichquartette op. 9 mit einer Widmung „Ai Signori Dilettanti di Madrid“.
Im November 1770 stellte der spanische Infant Don Luís Antonio de Borbón y Farnesio, Bruder des Königs Karl III., Luís Boccherini, wie Luigi Boccherini in Spanien oft genannt wurde, mit königlicher Erlaubnis als compositore e virtuoso di camera (span. compositor y virtuoso de cámara; dt. Kammerkomponist und -virtuose) ein. Ab 1771 erfüllte Boccherini, mit Unterbrechungen von 1776 bis 1777 und von 1782 bis 1784, ein regelmäßiges Pensum von drei Serien zu je sechs Kompositionen jährlich, das ab 1772 dadurch leicht reduziert wurde, dass jeweils eine der Serien aus zweisätzigen Stücken bestand. Seitdem unterschied Boccherini genau zwischen Opera grande, einer Serie von sechs längeren, in der Regel drei- bis viersätzigen Werken, und Opera piccola, einer Serie von sechs kürzeren, meist zweisätzigen Werken, für die er gegenüber seinen Verlegern den halben Preis veranschlagte. Die ersten Jahre der Tätigkeit für Don Luis (1770–1776) bedeuteten für Boccherini jedes Jahr zahlreiche Ortswechsel in der Umgebung von Madrid: Don Luis hielt sich abwechselnd u. a. in Madrid, Pardo, Aranjuez, San Ildefonso, Escorial und Boadilla del Monte auf. In dieser Zeit komponierte Boccherini für die unterschiedlichsten kleineren und größeren Besetzungen (Streichtrios, Streichquartette, Streichsextette, Quintette und Sextette mit Flöte und Sinfonien), eine zentrale Rolle in seinem Schaffen gewinnt aber vor allem das Streichquintett mit zwei Celli, dessen Erfindung durch Boccherini wohl darauf zurückzuführen ist, dass zu einem bereits vorhandenen Streichquartett am Hof von Don Luis Boccherini selbst hinzukam. 1776 starb bei Aranjuez Boccherinis Mutter, die ihm zu einem unbekannten Zeitpunkt nach Spanien gefolgt war.
Im selben Jahr musste Don Luis nach einer morganatischen Eheschließung die Umgebung von Madrid verlassen. Nach Zwischenstationen in Olías del Rey, Talavera de la Reina, Torrijos, Velada und Cadalso de los Vidrios ließ sich Don Luis schließlich Ende 1777 in Arenas de San Pedro nieder. Von 1778 bis 1781 komponierte Boccherini, der Don Luis nach Arenas folgte, ausschließlich Werke in kleineren Streicherbesetzungen (Streichtrios, Streichquartette und vor allem Streichquintette), und dass sich Boccherini hier den Gegebenheiten anpassen musste, zeigt besonders die ungewöhnliche Besetzung der ersten Fassung des Stabat Mater von 1781 (für Sopran und Streichquintett). Zu den bekanntesten Werken aus der Zeit des Exils in Arenas gehört das Streichquintett op. 30 Nr. 6 (Musica Notturna delle Strade di Madrid), das die nachts in den Straßen von Madrid zu hörende Musik imitiert. Während die früheren Werke bis op. 24 regelmäßig in Paris gedruckt wurden, nahm Boccherini 1780 Kontakt mit dem Wiener Verlag Artaria auf. Dort erschienen schließlich die Streichquartette op. 26 und op. 32, die Streichquintette op. 25 Nr. 1–3 und die Streichtrios op. 34. Die meisten anderen in Arenas entstandenen Werke blieben zunächst unveröffentlicht. 1782 kam es möglicherweise zu einer Unterbrechung der Arbeit für Don Luis. 1783 nahm Boccherini Kontakt auf mit dem preußischen Kronprinzen Friedrich Wilhelm und schickte ihm eigene Kompositionen. 1784 stand Boccherini jedoch erneut, zu verbesserten Konditionen, in den Diensten von Don Luis.
Nach dem Tod seiner ersten Frau Clementina Pelicha, einer Sängerin, am 2. April 1785 und dem Tod des Infanten Don Luis am 7. August 1785 kehrte Boccherini nach Madrid zurück. Am 28. September 1785 richtete er ein Gesuch an den spanischen König Karl III. und erhielt daraufhin eine Pension. Zugleich wurde ihm die erste freiwerdende Stelle eines Cellisten in der Real Capilla in Aussicht gestellt. Damit galt Boccherini als Músico agregado de la Real Capilla, auch wenn er dort vielleicht nie eingesetzt wurde.
Am 21. Januar 1786 ernannte Kronprinz Friedrich Wilhelm von Preußen, der am 17. August 1786 zum König Friedrich Wilhelm II. gekrönt wurde, Boccherini zum compositeur de notre chambre („Komponist unserer Kammer“) und gewährte ihm ein Jahresgehalt von 1.000 Talern. Boccherinis Kompositionspensum wurde dabei im Vergleich zu seiner Tätigkeit für Don Luis noch einmal reduziert und umfasste nun jährlich zwölf Kompositionen, d. h. eine Opera grande und eine Opera piccola mit jeweils sechs Einzelstücken, die er dem preußischen König von Spanien aus schickte. Ob sich Boccherini 1786 für einige Zeit auch selbst in Preußen aufhielt, ist umstritten. Da der König selbst ausgezeichnet Violoncello spielte und sich an seinem Hof auch die Cellisten Jean-Pierre und Jean-Louis Duport aufhielten, komponierte Boccherini bis zum Tod Friedrich Wilhelms II. 1797 erneut hauptsächlich Streichquintette mit zwei Violoncelli. Auch andere prominente Komponisten der Zeit bemühten sich um die Gunst des preußischen Königs, darunter Joseph Haydn, Wolfgang Amadeus Mozart und Ludwig van Beethoven. Von März 1786 bis mindestens Ende 1787 dirigierte Boccherini das Orchester der María Josefa Alfonsa Pimentel, Duquesa de Benavente y Duquesa de Osuna (Gräfin von Benavente und Herzogin von Osuna). 1787 heiratete Boccherini seine zweite Frau María Joaquina, die Tochter eines 1783 verstorbenen Cellisten der Real Capilla, Domingo Porretti.
Nachdem um 1785 die Veröffentlichung von Boccherinis Werken zum Stillstand gekommen war, nahm Boccherini ab etwa 1790 wieder verstärkt Kontakt mit dem Pariser Musikleben auf. Um 1790 verkaufte er einem bisher nicht sicher identifizierten „M. Boulogne“ 110 seiner Kompositionen, die in Boulognes Salons mit Giovanni Battista Viotti als erstem Geiger gespielt wurden. Ab 1796 wurden dann von Ignaz Pleyel in Paris zahlreiche Instrumentalwerke Boccherinis veröffentlicht. Dabei kam es zu Verstimmungen, als Pleyel bemerkte, dass von einigen der ihm von Boccherini angebotenen Werke in Paris bereits Notendrucke zirkulierten. Die erhaltenen Briefe Boccherinis an Pleyel zählen zu den wichtigsten Selbstzeugnissen des Komponisten.
Der frühe Tod des Preußenkönigs im Jahre 1797 brachte Boccherini in finanzielle Schwierigkeiten, da die Zuwendungen des Königs wegfielen. 1800 lernte er Lucien Bonaparte, den Bruder Napoléon Bonapartes, kennen. Dieser war französischer Botschafter am Madrider Hof und wurde Boccherinis neuer Mäzen bis 1802. Seine letzten Lebensjahre waren überschattet von familiären Verlusten: Zunächst starb seine älteste Tochter María Joaquina (1796), später zwei weitere Töchter (1802) und seine zweite Frau Joaquina Porreti (1804). Trotz Unterstützung durch wohlhabende Gönner lebte Boccherini in mehr als bescheidenen Verhältnissen und starb am 28. Mai 1805 in Madrid an einer Bauchhöhlentuberkulose. Es ist nicht bewiesen, dass er in völliger Armut starb. Zwei seiner Söhne, Luís Marcos, ein Geistlicher, und José Mariano, ein Archivar, überlebten ihn.

### Nachleben
In den Jahren nach Boccherinis Tod erschienen in Paris weitere Erstdrucke besonders seiner Streichquintette, und das Verlagshaus Janet & Cotelle veröffentlichte 1818–1822 eine Gesamtausgabe aller 93 bis dahin veröffentlichten Streichquintette und 1824 eine Gesamtausgabe der 52 bis dahin unter Boccherinis Namen veröffentlichten Streichtrios. In den von Pierre Baillot ab 1814 in Paris veranstalteten Kammerkonzerten stand Boccherinis Musik regelmäßig auf dem Programm. 1851 erschien in Paris die Notice sur la vie et les ouvrages de Luigi Boccherini von L. Picquot, der alle verfügbaren Quellen einschließlich der Handschriften unveröffentlichter Werke gesammelt hatte und auch zu einer Version von Boccherinis eigenem Werkverzeichnis Zugang hatte. Im späten 19. und frühen 20. Jahrhundert schränkte sich die Kenntnis von Boccherinis Werken immer mehr auf einige wenige, kaum repräsentative Kompositionen, wie das Menuett aus dem Streichquintett op. 11 Nr. 5 und das Cellokonzert in B-Dur in der Bearbeitung von Friedrich Grützmacher, ein.
1927 wurden Boccherinis sterbliche Überreste von Spanien nach Lucca überführt und in der Kirche San Francesco beigesetzt.
Ein verstärktes Interesse an Boccherinis Musik setzt 1949 mit der Gründung des Quintetto Boccherini ein, das sich der Aufführung und Aufnahme von Boccherinis Streichquintetten widmete. 1969 erschien das bis heute maßgebliche Werkverzeichnis von Yves Gérard. Zu den Musikern, die sich seit den 1970er Jahren immer wieder mit Boccherinis Werk auseinandersetzen, gehören Anner Bylsma, Chiara Banchinis Ensemble 415, Fabio Biondis Europa Galante und das Piccolo Concerto Wien mit seinem Leiter Roberto Sensi.
Im neuen Jahrtausend ist eine deutliche Intensivierung der Beschäftigung mit Boccherini zu erkennen: Der Erforschung, Aufführung und Verbreitung von Boccherinis Werk widmen sich die 2003 gegründete Asociación Luigi Boccherini in Madrid und das 2005 gegründete Centro Studi Luigi Boccherini in Lucca. Seit 2005 entsteht eine neue kritische Gesamtausgabe der Werke Boccherinis (Luigi Boccherini Opera Omnia), begleitet durch die wissenschaftliche Fachzeitschrift Boccherini Studies. Seit 2004 spielt das Ensemble La Magnifica Comunità eine Gesamtaufnahme der Streichquintette Boccherinis ein, die inzwischen (Stand März 2011) op. 28 erreicht hat.
2008 wurde in Lucca auf der Piazza del Suffragio ein von der niederländischen Künstlerin Daphné Du Barry geschaffenes Bronzebildnis aufgestellt, das Boccherini beim Cellospiel darstellt. Bereits seit 1961 trägt das Boccherini Inlet, eine Bucht in der Antarktis, seinen Namen.

### Zeitgenössische und spätere Urteile über Boccherini
Nach dem Urteil von Carl Ludwig Junker (1776) ist Boccherinis Musik „zu schatticht, zu finster, zu mürrisch“. Zugleich vermisst er „Skizze, Zeichnung und Ordonnanz“, Boccherini scheine zu sehr „nach seiner jedesmaligen besonderen Empfindung zu arbeiten“.
Thomas Twining betont in zwei Briefen an Charles Burney (1783) das tragische Pathos Boccherinis, das er Haydns eher zum Komischen neigenden Stil gegenüberstellt; er trifft dabei auf Burneys entschiedenen Widerspruch. Charles Burney selbst zählt in seiner General History of Music (1789) Boccherini “among the greatest masters who have ever written for the violin or violoncello”. Sein Stil sei “at once bold, masterly, and elegant”. Er hebt besonders die Streichquintette hervor, “in which invention, grace, modulation, and good taste, conspire to render them, when well executed, a treat for the most refined hearers and critical judges of musical composition”.
Ernst Ludwig Gerber betont in seinem Historisch-Biographischen Lexikon der Tonkünstler (1790) Boccherinis Freiheit in der Modulation, die Innigkeit seines Gesangs und seine fast unerschöpfliche Kreativität.
In einem Nachruf der Allgemeinen musikalischen Zeitung vom 21. August 1805 wird Boccherini bescheinigt, er sei mit der Zeit gegangen und habe auch von den Fortschritten der deutschen Musik besonders Haydns so viel aufgenommen, wie „ohne Verleugnung seiner Individualität geschehen konnte“. In Deutschland mit „seiner jetzigen Vorliebe für das Schwierigere, Künstlichere, Gelehrtere“ sei Boccherini noch zu wenig bekannt.
Der Pariser Violinist Jean-Baptiste Cartier soll gesagt haben: „Si Dieu voulait parler à l’homme en musique, Il le ferait avec les œuvres de Haydn, mais s’Il desirait Lui-même écouter de la musique, Il choisirait Boccherini.“ („Wollte Gott zu den Menschen in Musik sprechen, so täte Er es mit den Werken Haydns; doch wenn Er selbst Musik zu hören wünschte, würde Er Boccherini wählen.“).
François-Joseph Fétis bemerkte in seiner Biographie universelle des musiciens (1835), kein anderer Komponist habe mehr als Boccherini das Verdienst der Originalität besessen. Seine Ideen seien alle individuell und seine Werke in dieser Hinsicht so bemerkenswert, dass man versucht sei, zu glauben, Boccherini habe keine andere Musik außer seiner eigenen gekannt. Im Einzelnen hebt er an Boccherinis Werken die graziösen, oft melancholischen Gedanken, den naiven Charme, die zuweilen vehemente Leidenschaftlichkeit in den Quintetten, die überraschenden harmonischen Effekte und den meisterhaften Einsatz des Unisono hervor. Zugleich beklagt er, dass Boccherini außerhalb Frankreichs kaum bekannt sei.

## Werk

### Musikalische Gattungen
Im Mittelpunkt von Boccherinis Schaffen steht die Kammermusik für Streichinstrumente (42 Streichtrios, 91 Streichquartette, 110 Streichquintette mit zwei Celli, drei Streichquintette mit Cello und Kontrabass, zwölf Streichquintette mit zwei Violen, sechs Streichsextette).
Boccherini ist der bedeutendste Komponist von Streichtrios vor Beethoven. Er schrieb sowohl für die letztlich auf die Triosonate zurückgehende Besetzung mit zwei Violinen und Violoncello als auch für die klassische Besetzung mit Violine, Viola und Violoncello. In beiden wird das Cello gegenüber den Oberstimmen meist als völlig gleichrangig behandelt.
Die früher in der Forschung kontrovers diskutierte Frage, ob Haydn oder Boccherini das Streichquartett erfunden habe, spielt heute kaum mehr eine Rolle, da beide Komponisten unabhängig voneinander einen deutlich unterschiedlichen Quartettstil entwickelten. Die 1767 in Paris veröffentlichten Streichquartette op. 2 gehören zu den frühesten Quartettdrucken überhaupt und trugen entscheidend zur Beliebtheit der Gattung in Paris bei.
Das Streichquintett mit zwei Violoncelli erfand Boccherini 1771 gleichzeitig mit dem in Madrid tätigen Gaetano Brunetti. Während jedoch Brunetti bald zu der klassischen Besetzung mit zwei Violen wechselte, aber seine Werke unveröffentlicht blieben, wurden Boccherinis Streichquintette über seine Pariser Verleger in ganz Europa bekannt. Bis zum Ende des 18. Jahrhunderts bestand die Gattungstradition in dieser Besetzung nahezu ausschließlich aus Boccherinis Quintetten, da auch die mehr als 100 nach 1790 entstandenen Streichquintette Giuseppe Maria Cambinis ungedruckt blieben. Im 19. Jahrhundert wurde sie dann unter anderem durch George Onslow und Franz Schubert fortgesetzt. Erst in den letzten Jahren seines Lebens komponierte Boccherini auch Streichquintette in der klassischen Besetzung mit zwei Violen.
Eine Pionierleistung sind auch die sechs Streichsextette op. 23, vielleicht die ersten Werke in der klassischen Sextettbesetzung mit zwei Violinen, zwei Violen und zwei Violoncelli überhaupt.
Zu den Streichern traten in einigen Fällen auch andere Instrumente hinzu, so z. B. in den Divertimenti mit Flöte op. 16, den Flötenquintetten op. 17 und op. 19, den Oboenquintetten op. 55, den Klavierquintetten op. 56 und op. 57 sowie den Bearbeitungen eigener Werke für Gitarrenquintett (G. 445–453).
Daneben schrieb Boccherini 27 Sinfonien, mehrere Notturni mit wechselnden Bläser- und Streicherkombinationen, und zahlreiche Vokalwerke, die nur teilweise erhalten sind. Dazu gehören das bedeutende Stabat mater, das nach der Wiederentdeckung des verschollenen zweiten Teils 1998 in Lucca aufgeführte Oratorium Gioas re di Giuda, die 1786 in Madrid unter Boccherinis Leitung uraufgeführte Zarzuela La Clementina (G. 540), das verschollene Drama Dorval e Virginia (Uraufführung Turin 1799) sowie 15 Konzertarien (G. 544–558) und ein Duett (G. 559) auf Texte von Pietro Metastasio.
Die meisten der zwölf Cellokonzerte und etwa vierzig Cellosonaten sind technisch zum Teil äußerst anspruchsvolle frühe Werke (bis etwa 1770), die Boccherini für seine eigene Konzerttätigkeit als Cellovirtuose komponierte.

### Bekannte Werke
Seit dem späten 19. Jahrhundert waren für lange Zeit nur noch das Menuett aus dem Quintett op. 11 Nr. 5, G. 275 und – in der sehr freien Bearbeitung durch Friedrich Grützmacher – das Cellokonzert B-Dur, G. 482 im kulturellen Gedächtnis präsent. Heute erfreuen sich besonders die Werke, in denen Boccherini die spanische Volksmusik aufgreift, wie die Musica Notturna delle Strade di Madrid (Streichquintett op. 30 Nr. 6, G. 324) oder der Fandango im Streichquintett op. 40 Nr. 2, G. 341 größerer Beliebtheit; dazu gehört auch das Gitarrenquintett G. 448, das er, wie die anderen Gitarrenquintette, für seine Mäzenin María Josefa Alfonsa Pimentel, Herzogin von Benavente und Osuna, komponierte.

### Boccherinis Stil
Boccherinis Musik verbindet Einflüsse aus Italien, Wien, Paris und Spanien zu einem unverwechselbaren Individualstil. Die Suche nach konkreten Vorbildern und Einflüssen hat bisher noch nicht zu völlig sicheren Ergebnissen geführt. Genannt werden in diesem Zusammenhang u. a. italienische Komponisten wie Giovanni Battista Sammartini und Pietro Nardini, die Wiener Ballettmusik, Pariser Komponisten wie Johann Schobert und François-Joseph Gossec sowie Vertreter der Mannheimer Schule.
Charakteristische Elemente von Boccherinis Musik sind ein sanglicher, an Vokalmusik orientierter Stil, die fein ausgearbeitete und sehr variable Textur, genaue dynamische und spieltechnische Anweisungen, die auch besondere Klangeffekte wie Armonici, Ponticello- und sul-tasto-Spiel einschließen, melodische Eleganz, intensive, oft der Tanzmusik entlehnte, Rhythmen, ein intimer, nicht selten melancholischer Charakter, der aber auch lärmend-extrovertierte Passagen und düstere Dramatik nicht ausschließt, eine in den späteren Werken zunehmend größere Freiheit in der Form der einzelnen Sätze und in der Satzfolge und die im Vergleich zu anderen Komponisten der Zeit stärkere Einbeziehung des Violoncellos in das musikalische Geschehen.
In einigen Werken werden direkt Elemente der spanischen Volksmusik aufgegriffen, so z. B. im Streichquintett op. 30 Nr. 6 (Musica Notturna delle Strade di Madrid), im Streichquintett op. 40 Nr. 2 (mit dem berühmten Fandango, den Boccherini auch im punteadobetonten Gitarrenquintett G. 448 bearbeitet) und im Menuett des Streichquintetts op. 50 Nr. 5 (Minuetto a modo di sighidiglia spagnola).
In einem Brief an Marie-Joseph Chénier vom 8. Juli 1799 erklärt Boccherini:

“So bene che la Musica è fatta per parlare al cuore dell'huomo, ed a questo m’ingegno di arrivare se posso: la Musica senza affetti, e Passioni, è insignificante. da qui nasce, che nulla ottiene il compositore senza gli esecutori: questi è necessario che siano bene affetti all'autore, poi devono sentire nel cuore tutto ciò che questi à notato; unirsi, provare, indagare, studiar finalmente la mente dell’autore, poi eseguirne le opere. Allora sì che arriveranno quasi a togliere l’applauso al compositore, o almeno a partir la gloria con lui, mentre se è pregio sentire dire ‘che bell'opera è questa!’ parmi che sia di più sentir dire ‘oh, che angelicamente l’hanno eseguita’”

„Ich weiß gut, dass die Musik dazu dient, zum Herzen des Menschen zu sprechen, und das versuche ich zu erreichen, wenn ich kann. Die Musik ohne Affekte und Leidenschaften ist bedeutungslos. Daraus ergibt sich, dass der Komponist nichts ohne die ausführenden Musiker erreicht. Es ist notwendig, dass diese dem Autor gewogen sind, und dann müssen sie im Herzen all das empfinden, was dieser notiert hat; zusammenkommen, proben, untersuchen, schließlich den Geist des Autors studieren, dann seine Werke ausführen. Wenn sie dann beinahe den Komponisten in den Schatten stellen, oder zumindest den Ruhm mit ihm teilen, dann halte ich es zwar für eine Auszeichnung, zu hören: ‚Wie schön ist dieses Werk!‘, aber noch mehr bedeutet mir, wenn man sagt ‚Wie himmlisch haben sie es gespielt!‘“

### Opuszahlen und Katalognummern
Ursprünglich verwendete Boccherini für seine Werke keine Opuszahlen. In den Handschriften aus der Zeit der Tätigkeit für Don Luis werden stattdessen die drei Werke (zu je sechs Einzelstücken) eines Jahres durchnummeriert (so z. B. die drei Serien des Jahres 1779 als „Opera 1a. 1779“; „Opera 2da. 1779“; „Opera 3a. 1779“). Während der Tätigkeit für Friedrich Wilhelm II. dagegen, als Boccherini nur noch zwei Serien zu je sechs Stücken pro Jahr komponierte (also genau eine Komposition pro Monat), werden die zwölf Kompositionen eines Jahres in den Handschriften den einzelnen Monaten zugeordnet (z. B. „Mese di Gennaro 1793“, „Mese di Febraro 1793“ usw.).
Die Opuszahlen der Erstdrucke wurden von den Verlegern gewählt und richten sich nicht nach dem Kompositionsdatum, sondern nach dem Veröffentlichungsdatum der einzelnen Werke. Um 1797, während der Verhandlungen mit seinem Verleger Ignaz Josef Pleyel, erstellte dann Boccherini selbst rückblickend einen Katalog seiner Werke mit eigenen Opuszahlen. Dieser im Original nicht erhaltene, aber aus Abschriften weitgehend rekonstruierbare Katalog bildet (zusammen mit den Datierungen der Handschriften) die Grundlage für die Chronologie von Boccherinis Werken. Allerdings ist der Katalog nicht vollständig: So werden z. B. die vor 1797 entstandenen Vokalwerke ebenso ausgeschlossen wie alle Cellosonaten und -konzerte. Die Unterschiede zwischen den eigenen Opuszahlen des Komponisten und denen der Erstdrucke haben dabei für viel Verwirrung gesorgt.
Ein unverzichtbares Hilfsmittel für die sichere Identifizierung der einzelnen Werke ist das Werkverzeichnis von Yves Gérard, das für jedes Stück die Incipits der einzelnen Sätze nennt. Heute werden Boccherinis Kompositionen üblicherweise durch die Opuszahlen des Komponisten (nicht, wie bei anderen Komponisten des späten 18. Jahrhunderts, diejenigen der Erstdrucke!) in Verbindung mit der Nummer in Gérards Katalog identifiziert (z. B. „Streichquintett op. 45 Nr. 4, G. 358“).

### Liste der von Boccherini in sein Werkverzeichnis aufgenommenen Kompositionen
- op. 1: 6 Streichtrios für 2 Violinen und Violoncello, G. 77–82 (1760).
- op. 2: 6 Streichquartette, G. 159–164 (1761).
- op. 3: 6 Violinduos, G. 56–61 (1761).
- op. 4: 6 Streichtrios für 2 Violinen und Violoncello, G. 83–88 (1766).
- op. 5: 6 Sonaten für Klavier und Violine, G. 25–30 (1768).
- op. 6: 6 Streichtrios für 2 Violinen und Violoncello, G. 89–94 (1769).
- op. 7: Concerto a piu stromenti obligati, G. 491 (1769).
- op. 8: 6 Streichquartette, G. 165–170 (1769).
- op. 9: 6 Streichquartette, G. 171–176 (1770).
- op. 10: 6 Streichquintette für 2 Violinen, Viola und 2 Violoncelli, G. 265–270 (1771).
- op. 11: 6 Streichquintette für 2 Violinen, Viola und 2 Violoncelli, G. 271–276 (1771).
- op. 12: 6 Sinfonien, G. 503–508 (1771).
- op. 13: 6 Streichquintette für 2 Violinen, Viola und 2 Violoncelli, G. 277–282 (1772).
- op. 14: 6 Streichtrios für Violine, Viola und Violoncello, G. 95–100 (1772).
- op. 15: 6 Streichquartette (Opera piccola), G. 177–182 (1772).
- op. 16: 6 Divertimenti für Flöte, 2 Violinen, Viola, 2 Violoncelli und Kontrabass ad lib., G. 461–466 (1773).
- op. 17: 6 Quintette für Flöte, 2 Violinen, Viola und Violoncello (Opera piccola), G. 419–424 (1773).
- op. 18: 6 Streichquintette für 2 Violinen, Viola und 2 Violoncelli, G. 283–288 (1774).
- op. 19: 6 Quintette für Flöte, 2 Violinen, Viola und Violoncello (Opera piccola), G. 425–430 (1774).
- op. 20: 6 Streichquintette für 2 Violinen, Viola und 2 Violoncelli, G. 289–294 (1775).
- op. 21: 6 Sinfonien, G. 493–498 (1775).
- op. 22: 6 Streichquartette (Opera piccola), G. 183–188 (1775).
- op. 23: 6 Streichsextette, G. 454–459 (1776).
- op. 24: 6 Streichquartette, G. 189–194 (1776–1778).
- op. 25: 6 Streichquintette für 2 Violinen, Viola und 2 Violoncelli, G. 295–300 (1778).
- op. 26: 6 Streichquartette (Opera piccola), G. 195–200 (1778).
- op. 27: 6 Streichquintette für 2 Violinen, Viola und 2 Violoncelli (Opera piccola), G. 301–306 (1779).
- op. 28: 6 Streichquintette für 2 Violinen, Viola und 2 Violoncelli, G. 307–312 (1779).
- op. 29: 6 Streichquintette für 2 Violinen, Viola und 2 Violoncelli, G. 313–318 (1779).
- op. 30: 6 Streichquintette für 2 Violinen, Viola und 2 Violoncelli (Opera piccola), G. 319–324 (1780).
- op. 31: 6 Streichquintette für 2 Violinen, Viola und 2 Violoncelli, G. 325–330 (1780).
- op. 32: 6 Streichquartette, G. 201–206 (1780).
- op. 33: 6 Streichquartette (Opera piccola), G. 207–212 (1781).
- op. 34: 6 Streichtrios für 2 Violinen und Violoncello, G. 101–106 (1781).
- op. 35: 6 Sinfonien, G. 509–514 (1782).
- op. 36: 6 Streichquintette für 2 Violinen, Viola und 2 Violoncelli (Opera piccola), G. 331–336 (1784/1786).
- op. 37: 4 Sinfonien, G. 515–518 (1786–1787). Nr. 2 verschollen.
- op. 38: 6 Notturni (Sextette und Oktette) für Streicher und Bläser (Opera piccola), G. 467–472 (1787). Nr. 2 und 3 verschollen.
- op. 39: 3 Streichquintette für 2 Violinen, Viola, Violoncello und Kontrabass, G. 337–339; 1 Streichquartett, G. 213 (1787).
- op. 40: 6 Streichquintette für 2 Violinen, Viola und 2 Violoncelli (Opera piccola), G. 340–345 (1788).
- op. 41: 2 Streichquintette für 2 Violinen, Viola und 2 Violoncelli, G. 346–347; 2 Streichquartette, G. 214–215; Un gioco di Minuetti ballabili, G. 525; 1 Sinfonie, G. 516 (1788).
- op. 42: 1 Sinfonie (G. 520); 4 Streichquintette für 2 Violinen, Viola und 2 Violoncelli (davon 1 Opera piccola), G. 348–351; 2 Streichquartette (Opera piccola), G. 216–217; 1 Oktett (Opera piccola), G. 473 (1789). Das Oktett ist verschollen.
- op. 43: 1 Sinfonie, G. 521; 3 Streichquintette für 2 Violinen, Viola und 2 Violoncelli (davon 1 Opera piccola), G. 352–354; 2 Streichquartette (Opera piccola), G. 218–219 (1790).
- op. 44: 6 Streichquartette (Opera piccola), G. 220–225 (1792).
- op. 45: 1 Sinfonie, G. 522; 4 Streichquintette für 2 Violinen, Viola und 2 Violoncelli, G. 355–358 (1792).
- op. 46: 6 Streichquintette für 2 Violinen, Viola und 2 Violoncelli, G. 359–364 (1793).
- op. 47: 6 Streichtrios für Violine, Viola und Violoncello (Opera piccola), G. 107–112 (1793).
- op. 48: 6 Streichquartette (Opera piccola), G. 226–231 (1794).
- op. 49: 5 Streichquintette für 2 Violinen, Viola und 2 Violoncelli, G. 365–369 (1794).
- op. 50: 6 Streichquintette für 2 Violinen, Viola und 2 Violoncelli (Opera piccola), G. 370–375 (1795).
- op. 51: 2 Streichquintette für 2 Violinen, Viola und 2 Violoncelli, G. 376–377 (1795).
- op. 52: 4 Streichquartette, G. 232–235 (1795).
- op. 53: 6 Streichquartette (Opera piccola), G. 236–241 (1796).
- op. 54: 6 Streichtrios für 2 Violinen und Violoncello, G. 113–118 (1796).
- op. 55: 6 Quintette für Oboe (oder Flöte), 2 Violinen, Viola und Violoncello (Opera piccola), G. 431–436 (1797).
- op. 56: 6 Klavierquintette, G. 407–412 (1797).
- op. 57: 6 Klavierquintette, G. 413–418 (1799).
- op. 58: 6 Streichquartette, G. 242–247 (1799).
- op. 59: Messa a quatro con tutti stromenti obligati, G. 528 (1800). Verschollen.
- op. 60: 6 Streichquintette für 2 Violinen, 2 Violen und Violoncello, G. 391–396 (1801). Nr. 4 verschollen.
- op. 61: Stabat mater, G. 532 (1800, erste Version schon 1781).
- op. 62: 6 Streichquintette für 2 Violinen, 2 Violen und Violoncello, G. 397–402 (1802).
- op. 63: Cantata al Santo Natale di Nostro Signor Jesu-Cristo a quatro voci obligati, coro e stromenti dedicata all'Imperatore di Russia, G. 535 (1802). Verschollen.
- op. 64: 2 Streichquartette (das zweite unvollendet), G. 248–249 (1804).

Erstellt auf der Grundlage von Yves Gérard, Thematic, Bibliographical and Critical Catalogue of the Works of Luigi Boccherini, transl. by A. Mayor, Oxford University Press: London 1969.

### Weitere Werke

#### Werke für Violoncello
- ca. 40 Cellosonaten G. 1–17, 19, 563–566, 568–569, 580 und weitere ohne Gérard-Nummer
- 12 Cellokonzerte G. 474–483, 573, G deest

Der Begriff „deest“ (lat. „fehlt“) bezeichnet Werke, die nicht im Werkeverzeichnis aufgeführt sind.

#### Vokalwerke
- Oratorien: Gioas re di Giuda G. 537, Il Giuseppe riconosciuto G. 538 (beide ca. 1764–1766)
- Kantate La confederazione dei Sabini con Roma G. 543 (1765)
- Messen und Teile von Messen: Kyrie G. 529, Gloria G. 530, Credo G. 531
- Psalmen: Dixit Dominus G. 533, Domine ad adjuvandum G. 534
- Villancicos al Nacimiento de Ntro Senor Jesu-Christo G. 539 (1783)
- Zarzuela La Clementina G. 540 (1786)
- 15 Konzertarien G. 544–558 (undatiert), ein Duett für Sopran und Tenor G. 559 (1792)
- Scena dell’Ines di Castro G. 541 (1798)

#### Bearbeitungen
- 8 erhaltene Quintette für Gitarre, 2 Violinen, Viola und Violoncello G. 445–451 und 453 (1798–1799)[44]
- Konzert E-Dur für Gitarre und Orchester.[45]